# Dimitrios Mouchlias
Dimitrios Mouchlias (* 17. Mai 2001 in Soufli) ist ein griechischer Volleyballspieler.

## Karriere
Mouchlias spielte in Griechenland sieben Jahre lang bei Evros Soufliou sowie jeweils eine Saison bei Ethnikos Alexandroupolis und Iraklis Thessaloniki. Bei den U19-Europameisterschaften 2017 und 2018 wurde er jeweils als bester Scorer ausgezeichnet. Nach seinem Abschluss am Hellenic College in Thessaloniki studierte er von 2020 bis 2023 an der University of Hawai'i at Manoa. 2023 wurde der Diagonalangreifer vom deutschen Bundesligisten SWD Powervolleys Düren verpflichtet. In der Saison 2023/24 unterlagen die SWD Powervolleys im DVV-Pokal hingegen bereits im Viertelfinale gegen die WWK Volleys Herrsching und im CEV-Pokal schieden sie im Achtelfinale aus. In den Bundesliga-Playoffs verloren die SWD Powervolleys als Tabellensechster im Viertelfinale gegen den VfB Friedrichshafen. Nach der Saison wechselte Mouchlias zu PAOK Thessaloniki.